# Канакинумаб
Канакинумаб (МНН), продаваемый под торговой маркой Ilaris, представляет собой лекарство для лечения системного ювенильного идиопатического артрита (СЮИА) и активной болезни Стилла, включая болезнь Стилла у взрослых (AOSD). Это человеческое моноклональное антитело, нацеленное на бета-интерлейкин-1. Он не обладает перекрестной реактивностью с другими членами семейства интерлейкина-1, включая интерлейкин-1 альфа.
Общие побочные эффекты включают инфекции (простуду и инфекции верхних дыхательных путей), боль в животе и реакции в месте инъекции.

## Применение в медицине
Канакинумаб был одобрен для лечения криопирин-ассоциированных периодических синдромов (CAPS) Управлением по контролю за продуктами и лекарствами США (FDA) в июне 2009 года и Европейским агентством по лекарственным средствам (EMA) в октябре 2009 года CAPS - это спектр аутовоспалительных синдромов, включая семейные Холодовый аутовоспалительный синдром (FCAS), синдром Макла-Уэллса (MWS) и мультисистемное воспалительное заболевание с неонатальным началом (NOMID).
В сентябре 2016 года FDA одобрило использование канакинумаба для лечения трех дополнительных редких и серьезных аутовоспалительных заболеваний: периодического синдрома, связанного с рецептором фактора некроза опухоли (TRAPS), синдрома гипериммуноглобулина D (HIDS) / дефицита мевалонаткиназы (MKD) и средиземноморская семейная лихорадка (FMF).
В июне 2020 года канакинумаб был одобрен в Соединенных Штатах для показания для лечения активной болезни Стилла, включая болезнь Стилла с началом у взрослых (AOSD).
В Европейском союзе канакинумаб показан при синдромах аутовоспалительной периодической лихорадки, криопирин-ассоциированных периодических синдромах (CAPS), периодическом синдроме, связанном с рецептором фактора некроза опухоли (TRAPS), синдроме гипериммуноглобулина D (HIDS) / дефиците мевалонаткиназы (MKD), средиземноморская семейная лихорадка (FMF), болезнь Стилла и подагрический артрит.

### Подагра
Основываясь на результатах обзора, у людей с острым приступом подагры лечение однократной подкожной дозой канакинумаба 150 мг, вероятно, обеспечивает большее улучшение, чем лечение триамцинолона ацетонидом 40 мг. Тем не менее, использование субоптимальных доз глюкокортикоида в качестве средства сравнения могло бы способствовать развитию канакинумаба в существующих исследованиях. Кроме того, канакинумаб был связан с несколько более высоким риском возникновения НЯ (включая несколько серьезных инфекций). Не было доступных данных, сравнивающих канакинумаб с более широко используемыми препаратами первой линии для лечения обострения подагры, такими как нестероидные противовоспалительные препараты (НПВП) или колхицин. Принимая во внимание наши результаты и гораздо более высокую стоимость канакинумаба, в странах, где канакинумаб лицензирован для использования, его, возможно, следует зарезервировать для людей с умеренным или тяжелым обострением, имеющими серьезные противопоказания или невосприимчивыми к другим, текущим основным методам лечения.

## Побочные эффекты
Информация о назначении канакинумаба (Иларис) FDA включает предупреждение о потенциальном повышенном риске серьезных инфекций из-за блокады IL-1. Синдром активации макрофагов (MAS) - это известное опасное для жизни заболевание, которое может развиваться у людей с ревматическими состояниями, в частности с болезнью Стилла, и требует активного лечения. Лечение иммунодепрессантами может увеличить риск злокачественных новообразований. Людям не рекомендуется делать живые прививки во время лечения.

## История
Канакинумаб разрабатывался компанией Novartis для лечения ревматоидного артрита, но это исследование было завершено в октябре 2009 года. Канакинумаб также проходит фазу I клинических испытаний в качестве возможного средства лечения хронической обструктивной болезни легких, подагры и ишемической болезни сердца (исследование CANTOS). Он также проходит испытания от шизофрении. При подагре это может привести к лучшим результатам, чем низкая доза стероида, но стоит в пять тысяч раз дороже. Одна подкожная инъекция 150 мг, обычно необходимая каждые две недели, стоит более 16 700 долларов. [нужна цитата]
27 августа 2017 года результаты исследования CANTOS были объявлены Европейским обществом кардиологов и опубликованы в журналах The Lancet и The New England Journal of Medicine. У тех, кто лечился в CANTOS, было на 15% снижение смертности от сердечных приступов, инсульта и сердечно-сосудистых заболеваний вместе взятых. Однако наблюдались серьезные побочные эффекты и отсутствие статистически значимого улучшения общей выживаемости. Хотя в исследовании CANTOS говорится: «В целом канакинумаб переносился хорошо с практически идентичной частотой прекращения приема по сравнению с плацебо.  Легкая нейтропения и тромбоцитопения были немного более распространены у тех, кто получал канакинумаб. Уровень смертности от инфекции или сепсиса был низким, но более вероятным у пациентов. группа канакинумаба по сравнению с плацебо (уровень заболеваемости 0,31 против 0,18 на 100 человеко-лет, P = 0,02). Что касается типов инфекций, которые произошли во время наблюдения, только псевдомембранозный колит был более распространен в группе канакинумаба; нет доказательств оппортунистической инфекции, данные подчеркивают, что канакинумаб не является клинически иммуносупрессивным вмешательством. Еще раз демонстрируя эту проблему, случайное назначение канакинумаба по сравнению с плацебо в CANTOS привело к значительному и весьма значительному дозозависимому снижению смертности от рака, случаев рака легких, и смертельный рак легких ». Тем не менее, Дэвид Гофф, директор отдела сердечно-сосудистых наук Национального института сердца, легких и крови, считает, что «потенциал воздействия на общественное здоровье действительно значительный», и оценивает, что в США 3 миллиона человек могут получить пользу от канакинумаба. Дальнейший анализ данных исследования CANTOS также показал значительное снижение заболеваемости и смертности от рака легких в группе, получавшей канакинумаб, по сравнению с плацебо.